# Nemacheilinae
Los nemacheilinos, son una subfamilia de peces cipriniformes, pertenecientes a familia Balitoridae

## Descripción
Son especies adaptadas a zonas más remansadas que los Balitorinae, con sedimentos más finos entre los que buscan el alimento. El cuerpo es alargado, muy similar a algunos cobítidos, al igual que la posesión de barbillones bucales. No presentan ventosas.

## Taxonomía
- Aborichthys
- Acanthocobitis
- Adiposia
- Barbatula
- Barbucca
- Dzihunia
- Ellopostoma
- Eonemachilus
- Heminoemacheilus
- Ilamnemacheilus
- Indoreonectes
- Lefua
- Longischistura
- Mesonoemacheilus
- Micronemacheilus
- Nemacheilus
- Nemachilichthys
- Neonoemacheilus
- Nun
- Oreonectes
- Orthrias
- Oreias
- Paracobitis
- Paranemachilus
- Physoschistura
- Protonemacheilus
- Schistura
- Seminemacheilus
- Sphaerophysa
- Sundoreonectes
- Traccatichthys
- Triplophysa
- Tuberoschistura
- Turcinoemacheilus
- Vaillantella
- Yunnanilus